# Mélancolie

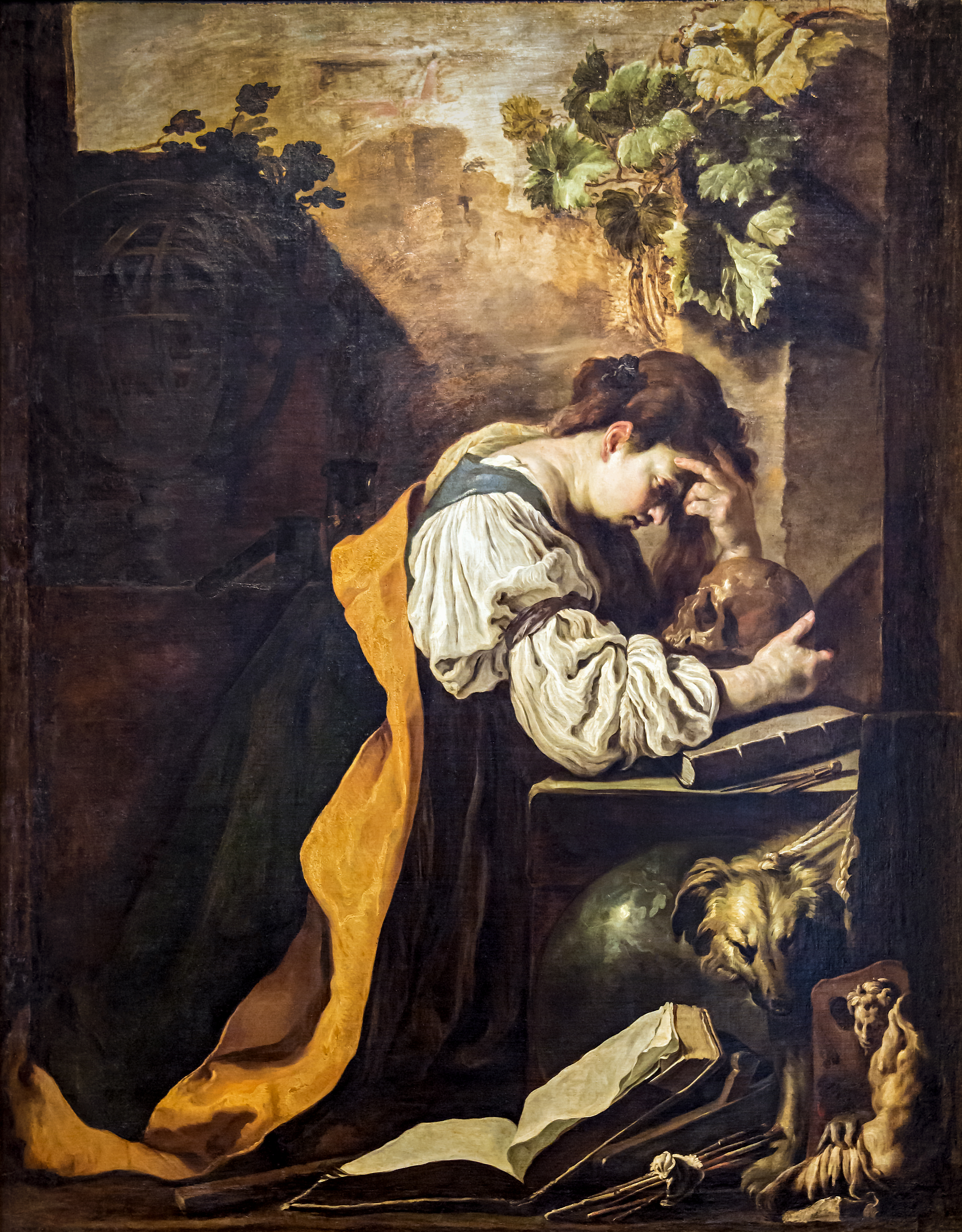
Mélancolie par Domenico Fetti,.

La mélancolie est à première vue, considérée comme un trouble de l'humeur, humeur au sens grec de l'acception (apodochí) notamment théorisée par le médecin Hippocrate. Elle correspond à ce que l'on appelle aujourd’hui la dépression. Elle est ainsi réduite à une maladie mentale ; cette dernière pouvant se traduire par un sentiment d'incapacité, de profonde tristesse, voire d'absence de goût de vivre.
Or, on ne peut réduire la mélancolie à une maladie mentale puisqu’elle est en réalité un état émotionnel. En ce sens, La mélancolie est un état complexe, souvent décrit comme un mélange de tristesse douce, de nostalgie et de réflexion profonde. Elle se distingue de la dépression par son caractère contemplatif et parfois apaisant. Cet état peut surgir face à des souvenirs, à la perte de quelque chose ou de quelqu’un, ou encore à une réflexion sur le temps qui passe et l’impermanence des choses.
Cependant, elle diffère de la nostalgie, qui est plus spécifique et ancrée dans le passé. La nostalgie naît du souvenir d’un moment, d’un lieu ou d’une période révolue, souvent idéalisée, que l’on souhaite revivre ou retrouver, alors que la mélancolie, plus diffuse, englobe une tristesse douce mêlée de réflexions sur la condition humaine, pouvant s’étendre au présent et à l’avenir. En somme, si la nostalgie est tournée vers un passé perdu, la mélancolie s’inscrit dans une quête plus globale et existentielle, souvent empreinte d’une certaine beauté.

## Étymologie

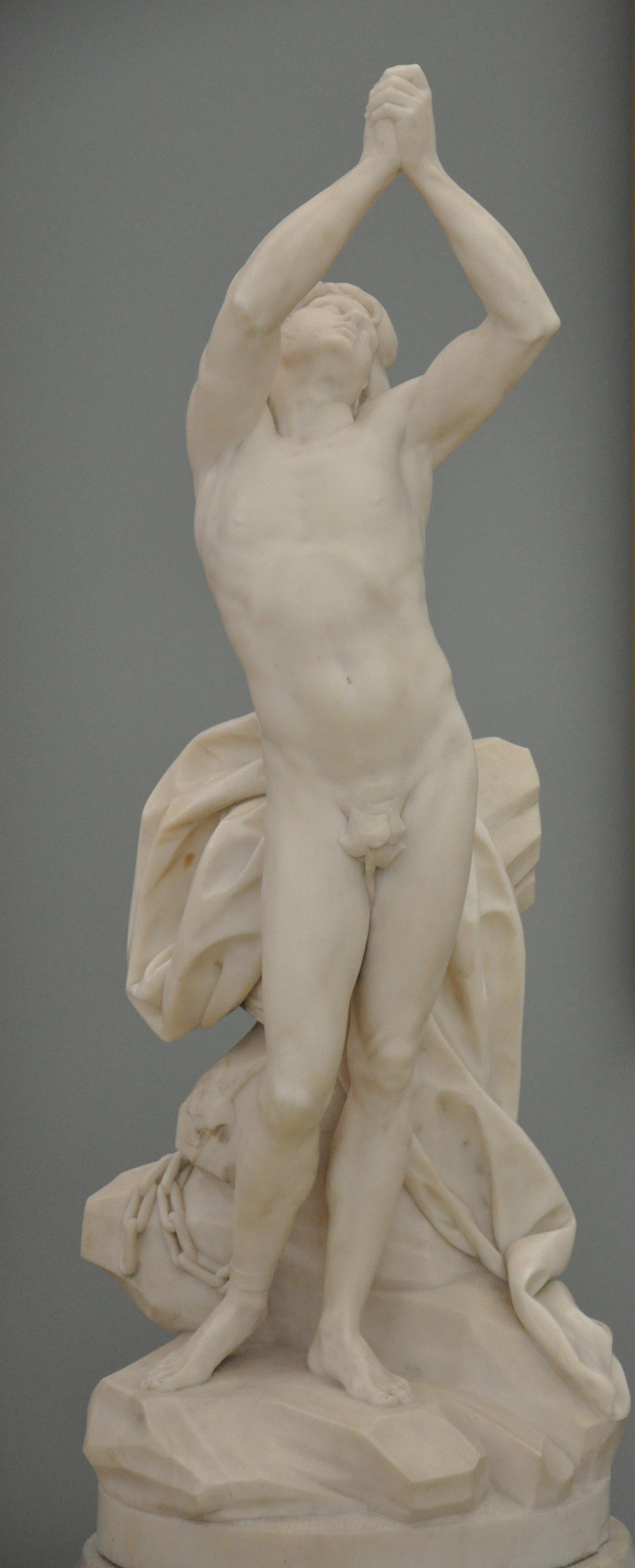
Esclave accablé de douleurs par Félix Lecomte.

Le mot est emprunté au latin melancholia lui-même transcrit du grec μελαvχολία (melankholía) composé de μέλας (mélas), « noir » et de χολή (khōlé), « la bile ». Le mot signifie donc étymologiquement la bile noire. Ceci renvoie à la théorie des humeurs d'Hippocrate selon laquelle le corps contient quatre humeurs qui chacune déterminent notre tempérament. Ces quatre humeurs sont le sang, la lymphe, la bile jaune et la bile noire. À chaque tempérament sont associées une saison et une planète. La mélancolie est ainsi associée à l'automne et à la planète Saturne. Le tempérament est donc sanguin lorsque le sang prédomine, lymphatique lorsque c'est la lymphe, bilieux pour la bile jaune et enfin mélancolique pour la bile noire. Et cette bile noire provoquait une tristesse qui était exclusive aux génies. Sophocle utilisait lui l'adjectif « melancholos » pour désigner la toxicité mortelle du sang de l'hydre de Lerne, dans lequel Héraclès a trempé ses flèches.
La notion de mélancolie est donc très ancienne et une place majeure lui a toujours été donnée au sein des quatre tempéraments. La mélancolie a un sens littéraire qui signifie la tristesse.
Ces propos sont sujets à une autre interprétation. De nos jours, on réduit la mélancolie à un état dépressif. Or, dans la pensée antique (Hippocrate par exemple), la mélancolie avait une autre signification que celle proposée en particulier par la psychanalyse. En effet, elle était considérée comme une source de génie et de folie qui provoquerait une tristesse et non pas réduite comme dans nos sociétés actuelles à une simple pathologie, une tristesse ou encore à un dégoût de la vie.
La mélancolie dans le sens antique permettait de vivre le deuil, se dépasser ou encore de trouver un sens à la vie, en d'autres termes, c'est un passage en temps de crise (qui n'aboutit pas toujours à un résultat négatif). Et c'est là que la mélancolie prétend dépasser ces états de tristesses. Face à cette dernière interprétation, Jean Clair, historien de l'art a proposé qu'« une nouvelle vision et utopie devrait inclure la mélancolie (et le travail de deuil), comme paradoxe. Ce serait un nouveau projet historique révolutionnaire. »
Le terme a en partie été supplanté depuis le XIXe siècle par celui de dépression[réf. incomplète], ce qui fait qu'aujourd'hui, soit il est utilisé comme son synonyme, soit pour marquer la gravité de la dépression en sous-entendant que la mélancolie comporte des aspects psychotiques ou qu'elle inclut des risques élevés de passages à l'acte suicidaire. On l'utilise encore dans le sens où il décrirait un « état d'âme » au sens existentiel du terme.

## Histoire

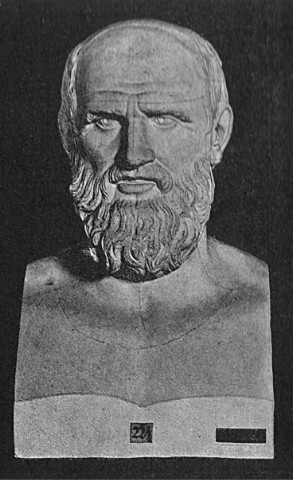
Hippocrate est considéré comme le premier médecin à décrire cliniquement la mélancolie ou dépression,.

La mélancolie prend différentes significations au fil des siècles. Elle décrit, très généralement, un état de détresse apathique, d'abandon proche de la dépression :
- au XIe siècle, elle imprègne une grande partie des quatrains d'Omar Khayyam ;
- au XIIe siècle, dans le vocabulaire courtois, elle désigne toutes sortes d'états d'âme allant de la tristesse profonde à la folie ;
- au XIVe siècle, Guillaume de Machaut fait de la mélancolie le sentiment qui caractérise le jaloux amoureux qui cherche la solitude ;
- au XVIIe siècle, le sens s'affaiblit à celui de tristesse douce et vague ;
- au XIXe siècle, la mélancolie prend deux sens : d'une part celui d'un mal-être dû à un manque profond qui ne peut être identifié ; et d'autre part elle prend un sens clinique de maladie mentale associée à un profond abattement. La mélancolie devient alors synonyme de dépression. Voir Les Chimères de Gérard de Nerval.

La mélancolie peut aussi être vue comme une « maladie sacrée » qui dans la culture occidentale a concerné toutes les expressions de la pensée et de l'art : philosophie, médecine, psychiatrie et psychanalyse, religion et théologie, littérature, musique et arts. La mélancolie est un vecteur de fertilité, de lucidité, de clairvoyance, mais aussi paradoxalement de désespoir. Jean Starobinski et Wolf Lepenies ont dit que la mélancolie était une forme de « mise à distance » de la conscience face au « désenchantement » du monde.

### Antiquité
Dès le IVe siècle av. J.-C., les stèles funéraires attiques présentent des individus prenant des poses de deuil. La mélancolie s'y rattache donc à la perte d'un proche. Au VIe siècle av. J.-C., Pénélope est représentée devant son métier à tisser, toute mélancolique.
Dans le Problème XXX, Aristote (IVe siècle AA) explicite l’idée d’une multiplicité de caractères engendrée par une surabondance de bile noire. Froide et sèche comme l’élément de la terre, la bile noire est une complexion du tempérament mélancolique. Aristote se demanda pourquoi tous les hommes d'exception sont bilieux : « Pourquoi tous les hommes qui se sont illustrés en philosophie, en politique, en poésie, dans les arts, étaient-ils bilieux, et bilieux à ce point de souffrir de maladies qui viennent de la bile noire, ainsi on cite Hercule parmi les héros ? Il semble qu'en effet Hercule avait ce tempérament ; et c'est aussi en songeant à lui que les Anciens ont appelé mal sacré les accès des épileptiques ». Aristote donne ainsi l'exemple d'Oublos le jeune, qui, d'après lui, a contracté une mélancolie bilieuse à la suite d'un excès d'écriture : dans cet ouvrage, c'est l'auteur mélancolique qui produit son œuvre, en fait l'œuvre peut produire l'auteur mélancolique. Pour Hippocrate, la mélancolie se comprend comme trouble de la bile noire. La rate serait l'organe responsable de ce trouble. Voici comme il décrivait la maladie et son traitement : « Souci, maladie difficile : le malade semble avoir dans les viscères comme une épine qui le pique ; l’anxiété le tourmente ; il fuit la lumière et les hommes, il aime les ténèbres ; il est en proie à la crainte ; la cloison phrénique fait saillie à l’extérieur ; on lui fait mal quand on le touche ; il a peur ; il a des visions effrayantes, des songes affreux, et parfois il voit des morts. La maladie attaque d’ordinaire au printemps. À ce malade on fera boire l’hellébore, on purgera la tête ; et, après la purgation de la tête, on donnera un médicament qui évacue par le bas. Ensuite on prescrira le lait d’ânesse. Le malade usera de très peu d’aliments, s’il n’est pas faible ; ces aliments seront froids, relâchants, rien d’âcre, rien de salé, rien d’huileux, rien de doux. Il ne se lavera pas à l’eau chaude ; il ne boira pas de vin ; il s’en tiendra à l’eau ; sinon son vin sera coupé. Point de gymnastique, point de promenades. Par ces moyens, la maladie se guérit avec le temps ; mais si elle n’est pas soignée, elle finit avec la vie ».

### Moyen Âge et Renaissance

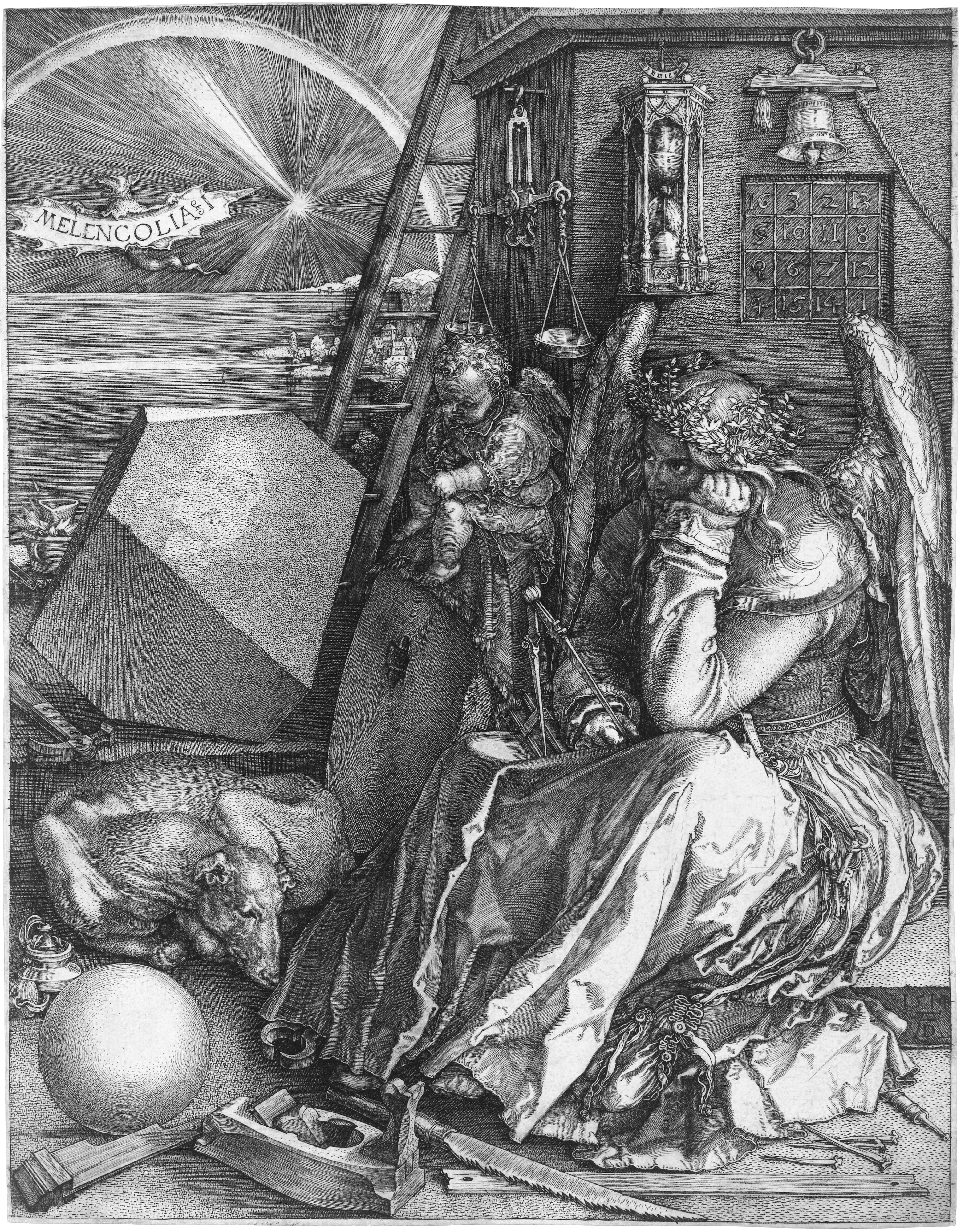
Melencolia (Albrecht Dürer).

L’acedia, au départ, n'a rien à voir avec la paresse : c'est un malaise lié à l'excès de privations qui se saisit des moines dans le désert. Elle provient d'une activité cérébrale trop intense et tournant à vide, faute d'exutoire. Saint Antoine, père de pères du désert, quand il subit des « tentations » — c'est-à-dire un martyre — subit en réalité un accès d’acedia, de pensées trop lourdes, trop fortes, trop obsédantes. En s'emparant de ce symptôme, qui chez les Pères du Désert relève davantage du malaise psychique que du « mal », les chrétiens le transformeront en émission de pensées mauvaises et diaboliques. L’acedia deviendra ensuite, sous la plume de Thomas d'Aquin, le péché des péchés, le détournement volontaire du bien divin. Une certaine splendeur ténébreuse risquant à ce moment-là d'être associée à ce péché, les Chrétiens d'Occident, peu fidèles à la tradition des pères du désert, se hâteront de transformer l’acedia en paresse et de la ranger parmi les sept péchés capitaux. Désormais, l’acedia n'a plus aucune aura tentatrice ; elle est paresse de se lever matin pour aller à la messe, puis paresse tout court. De gras docteurs font des rêves érotiques près de leur poêle bien chaud : voilà l’acedia, telle que la représente le Songe du Docteur de Dürer.
Dans la médecine médiévale, le froid devient maux lorsqu’elle est source de déséquilibre humoral. Saturée en bile noire, une personne mélancolique, selon Aristote, voit la progression de ses symptômes suivre une courbe sinusoïdale, c’est-à-dire que d'abord réservée et silencieuse, une « victime » de la mélancolie prend ensuite de l’audace (causé par la chaleur) jusqu’à atteindre la folie furieuse, pour finalement se refroidir abruptement et chuter vers « l’apathie et la profonde tristesse ». Plusieurs penseurs médiévaux se sont penchés sur le problème de la mélancolie et les solutions qu’ils avancent visent presque toujours à remédier au froid. Rufus d’Éphèse (Ier – IIe siècles) propose un traitement par l’érothérapie, soit par l’action sexuelle, afin de réchauffer l’humeur du patient. Avant l’érothérapie, Constantin l’Africain (XIe siècle) préfère un traitement par l’eonothérapie (boire du vin) puisque le vin, surtout le vin rouge, est dit « chaud ». Toutefois, ces traitements semblent restreints, chez ces deux auteurs du moins, à la mélancolie provoquée par la « maladie d’amour ». De manière plus générale, la mélancolie peut se traiter par des remèdes « chauds ». Paulus Aëgineta (VIIe siècle) traite ses patients mélancoliques par des bains chauds fréquents et la pratique d’une diète humide ; l’idée est d’éviter tout ce qui peut favoriser la création de bile noire dans l’organisme. Moïse Maïmonide (1138-1204) recommande la soupe de poulet, qui dit-il permet de rectifier les humeurs corrompues
Témoin de ce que l'on pourrait appeler, avec Jean Starobinski, « l'Âge d'Or de la mélancolie », le médecin Jacques Ferrand publie en 1610, à Toulouse, un Traicté de l'essence et de la guérison de l'amour ou de la mélancholie érotique, où il décrit d'un point de vue clinique et strictement profane « l'Amour ou passion Érotique [comme] une espèce de rêverie, procedante d'un désir déréglé de jouir de la chose aimable, accompagnée de peur, et de tristesse ».
L'écrivain espagnol Tirso de Molina (1579-1648) publie en 1611 une pièce intitulée El Melancolico, dont le personnage principal Rogerio, confronté à un amour impossible, s'écrie : « Je suis à ce point pris d'amour que je ne sais si je vis en moi-même ».
En 1621, Robert Burton publie l’Anatomie de la mélancolie. Il en analyse les causes et les effets et recherche des remèdes. Il distinguera par exemple une mélancolie religieuse. L’Anatomie de la mélancolie constitue une importante somme de toutes les théories, connaissances concernant la mélancolie, que Burton lie au deuil. « Parmi tant de milliers d'auteurs, vous aurez du mal à en trouver dont la lecture fera de vous quelqu'un d'un peu meilleur ; tout au contraire elle vous infectera alors qu'elle devrait contribuer à vous perfectionner. » Burton se considérait comme mélancolique.
En 1691, John Moore (évêque anglais) appelle mélancolie religieuse ce qui sera dénommé scrupulosité.
Au XVIIIe siècle, George Cheyne (en) refonde la mélancolie comme état d'âme, et la renomme spleen. Cette expression devient celle des poètes.
C'est Jean-Étienne Esquirol (1771-1840) qui, tentant d'écarter le terme mélancolie de la médecine, propose de le remplacer par celui « lipémanie » ou « lypémanie » ou encore à la suite de Pinel « monomanie » (1815) qui se rapporte à une tristesse massive et injustifiée avec souffrance morale et dépression de l’Humeur. Il renvoie ainsi la mélancolie aux poètes et aux philosophes.

### AuXIXesiècle

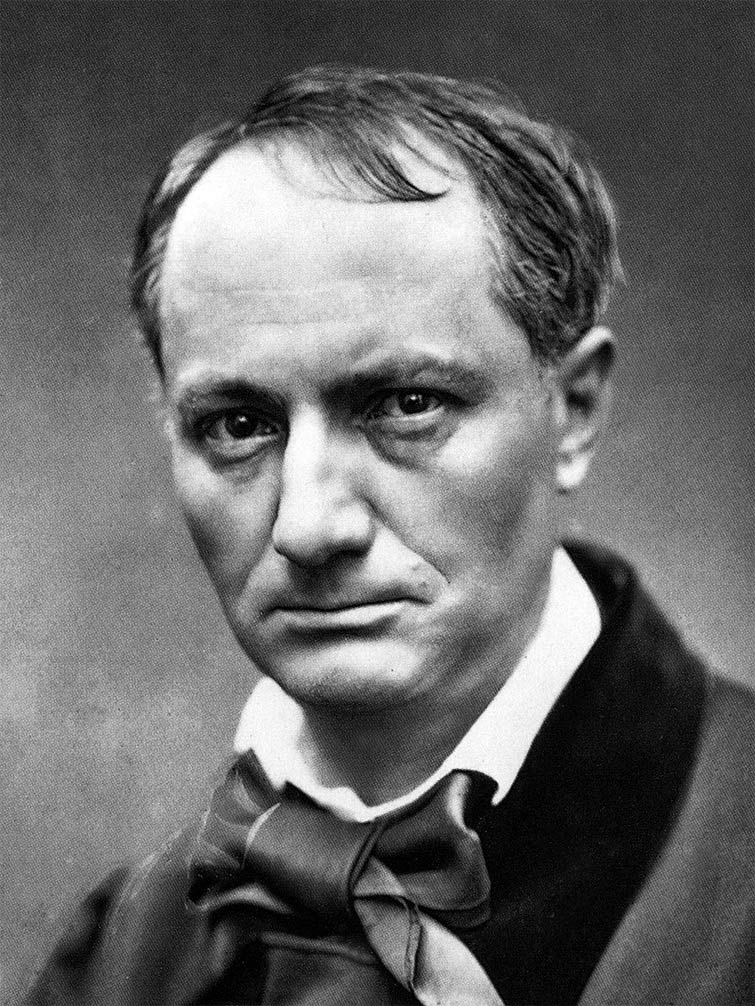
Baudelaire.

Le XIXe siècle est caractéristique de ce mal qu'est la mélancolie. Chateaubriand parle de mal du siècle, Musset parle de maladie morale abominable. Elle prend chez Flaubert la forme de l'ennui et chez Baudelaire celle du spleen.
La mélancolie au XIXe siècle résulte d'un traumatisme entre le rejet du christianisme de la Terreur de 1793, la chute de l'Empire en 1814, et l'année sans été de 1816, due à l'explosion du volcan Tambora. Les enfants de cette génération ont derrière eux de grands exploits et devant eux l'avenir d'une nouvelle France bourgeoise dont la seule perspective est de s'enrichir. La mélancolie vient donc d'une énergie qui ne peut pas être investie et qui devient un poison noir.
Charles Baudelaire fut l'une des grandes figures du spleen : « Tout enfant, j'ai senti dans mon cœur deux sentiments contradictoires : l'horreur de la vie et l'extase de la vie. » (Mon cœur mis à nu, 1864)
Saturne dévorant un de ses fils est un tableau de 1823, du peintre Francisco de Goya. Cette œuvre fait partie d'une série de peintures noires réalisées entre 1820 et 1823, après le bouleversement de la guerre. Elle reprend fidèlement le thème de Cronos dévorant ses enfants, si cher à Goya. Cette dévoration, absorption, relaterait la racine même de la mélancolie, ou encore ses prémices.
Le tableau fut utilisé pour la couverture du séminaire IV, La relation d'objet, de Jacques Lacan.
Emphatiquement dans La Maladie à la mort mais également dans Crainte et Tremblement, Kierkegaard expose que les humains sont composés de trois parties : le fini, l'infini, et la relation entre les deux. Les finis (les sens, le corps, la connaissance) et les infinis (le paradoxe et la capacité à croire) existent toujours dans un état de tension. Cette tension, consciente de son existence, est l'individu. Lorsque l'individu est perdu, insensible ou exubérant, la personne est alors dans un état de désespoir. Notamment, le désespoir n'est pas l'agonie, c'est, au lieu de cela, la perte de l'individu.
Victor Hugo a interprété son sentiment au sujet du travail des enfants, dans son poème Mélancholia, à rapprocher du tableau de Goya cité ci-dessus.

### AuXXesiècle
Romano Guardini publie en 1928 un court traité sur Le sens de la mélancolie dans lequel il commente des textes de Søren Kierkegaard et écrit : « la mélancolie est l'inquiétude que provoque chez l'homme la proximité de l'éternel ».
Jean-Paul Sartre publie La Nausée en 1938. Il y décrit Antoine Roquentin, pris d'un profond dégoût pour ce qui l'entoure, pour ses activités, et qui se réfugie dans l'imaginaire. Le titre que Sartre voulait à l'origine donner à l'œuvre était « Melancholia », en référence à la fameuse gravure de Dürer.
Françoise Sagan publie Bonjour tristesse.
Emil Cioran traite de la mélancolie dès les premières pages de son premier livre Sur les cimes du désespoir (1934) : selon lui, la forme que prend la mélancolie n'est pas indépendante du cadre de vie ou du milieu environnant.
Giorgio De Chirico, sujet lui-même à des crises de mélancolie dans sa période « métaphysique » (1912-1920), a peint plusieurs toiles qui font directement référence dans leur titre à cet état psychologique ambivalent, où la dépression le dispute à l’exaltation d’une révélation. Mélancolie, 1912 ; Mélancolie d’un après-midi, 1913 ; Mélancolie d’une belle journée, 1913 ; Mystère et mélancolie d’une rue, 1914 ; La Mélancolie du départ, 1916 ; La Mélancolie de la chambre, 1916 ; Mélancolie hermétique, 1919… Il y joue du contraste des couleurs (teintes froides et teintes chaudes : noir du désespoir et vert de plomb saturnien / ors et ocres du soleil), des formes (cloître des arcades / étendue ouverte de la place), des temps (nostalgie des statues / modernité des trains et des usines), des objets (exotisme des artichauts et des bananes dans des architectures urbaines)… Par là, il témoigne des affinités secrètes de la mélancolie (la bile noire dans la théorie des quatre humeurs) avec l’élément terreux (dans la classification ancienne des quatre éléments) et ses expressions géométriques (géa : la terre), avec l’automne (dans le cycle des quatre saisons), avec la maturité (dans les quatre âges de la vie) et avec Saturne (l’un des quatre principaux dieux et astres figurant l’ambiguïté du temps). Fidèle à ce quadrillage symbolique du réel, De Chirico révèle bien toute l’ambivalence de l’état mélancolique qui « dispose à la délectation morbide mais favorise aussi l’exaltation douloureuse du génie : extase poétique ou visionnaire, contemplation extralucide, méditation et vaticination. Kant lui attribue même une sensibilité particulière au « sublime », ce vertige des cimes ou des profondeurs, en tout cas de l’infini, capable d’entraîner l’homme bien au-delà du beau… ».

### AuXXIesiècle
Kathary Engel publie La Force de l'Amour en 2006. Elle y retrace le développement de cette maladie sournoise chez Marie. Très jeune enfant, Marie perd son père puis, progressivement son instinct vital, jusqu'à sa décision de rejoindre 15 ans plus tard le père qui s'était suicidé, frappée par le même mal.
En 2011, Lars von Trier réalise un film dont le nom, Melancholia , évoque la mélancolie. À l'occasion de son mariage, Justine (Kirsten Dunst) perd peu à peu ses illusions et le monde idéal qu'elle s'était créé alors que peu à peu la planète Melancholia se rapproche de la Terre.

## Psychiatrie
Une des premières entités nosographiques à aborder le problème de la tristesse comme élément d'un état pathologique, est la neurasthénie, manque de force nerveuse, maladie fonctionnelle chronique du système nerveux. Cette neurasthénie apparaît sous l'influence de George Miller Beard.
Jean-Étienne Esquirol (1771-1840) qui crée le concept de « lipémanie » ou « lypémanie » (1815) qui se rapporte à une tristesse massive et injustifiée avec souffrance morale et dépression de l’humeur ; on observe des troubles du sommeil et de l'alimentation, un ralentissement comportemental, des idées ou tentatives de suicide ; au XXe siècle ce terme cède la place à « mélancolie ».
Karl Abraham isole la dépression dès 1911 : il la distingue par exemple d'une névrose d'angoisse.
La psychiatrie moderne décrit une dépression. Ainsi, le Manuel diagnostique et statistique des troubles mentaux (DSM-IV) décrit un « épisode dépressif » ainsi qu'un « trouble dépressif » ; plusieurs dépressions sont distinguées. Parmi celles-ci, le plus grave état dépressif est la « dépression mélancolique ». La psychiatrie moderne appelle mélancolie la forme la plus poussée de dépression ; il s'agit là d'une affection grave quittant largement le champ de la morosité pour constituer une pathologie, au sens pleinement médical.
Les symptômes mélancoliques sont plus poussés que la simple dépression qui implique, par exemple, aboulie, anorexie, insomnie, sentiment d'incurabilité, vœux de mort, ou encore un fort sentiment de culpabilité. Dans la mélancolie s'ajoute une véritable douleur morale (pas moins douloureuse qu'une douleur physique)[réf. souhaitée]. Le malade se vit comme n'ayant d'autre issue que la mort, pour lui-même et parfois pour ses proches, ceux qu'il aime le plus. S'il arrive par exemple qu'une mère mélancolique tue ses enfants et se suicide, ce n'est pas par haine mais bien par amour, pour leur éviter l'enfer de la vie : elle ne peut imaginer qu'il en soit autrement. La mélancolie est considérée comme une psychose.
La psychiatrie phénoménologique (Tatossian, Tellenbach, Maldiney, Ludwig Binswanger, etc.) s'est attachée à représenter le vécu mélancolique. Le fléchissement, voire la stase de la temporalité (temps vécu) est manifestement une dimension constante, ressentie dans le contact avec le sujet mélancolique. L'inflexibilité de sa pensée dramatique la rend hermétique à toute influence de l'entourage alors qu'il se vit paradoxalement, comme déjà mort (sentiment intérieur de vide, de pétrification, de non-vivre) ; le désir suicidaire est de ne plus subir cette mort et la problématique du mélancolique est de se tuer. Son geste se fera sans appel avec une recherche de l'instantanéité et de l'irréversibilité. Convaincu de sa culpabilité et persuadé de la nocivité qu'il présente pour lui-même et pour son entourage, son suicide sera déterminé, préparé soigneusement dans la plus grande clandestinité et réalisé souvent avec une finalité altruiste. La stase de la temporalité rajoute un sentiment d'éternité de son état que la sémiologie classique a nommé sentiment d'incurabilité. Bien plus qu'une dépression sévère, la mélancolie est un mode pathologique structurellement différent par cette caractéristique vitale et non psychologique de son vécu. Il n'est pas certain que la pathologie diagnostiquée ne puisse influencer le lecteur.
La mélancolie peut survenir en un épisode unique, mais plus souvent elle est l'expression d'un trouble soit monopolaire (ne comportant que des épisodes mélancoliques), soit bipolaires (avec des épisodes mélancoliques et maniaques) anciennement dénommé « psychose maniaco-dépressive » (Emil Kraepelin). Elle est une urgence psychiatrique du fait d'un risque de suicide maximum.
|                                                   | Symptômes psychiques                                                                                   | Symptômes somatiques                                | Durée mise en place |
| ------------------------------------------------- | --- | --------------------------------------------------- | ------------------- |
| Dépression structurelle psychotique ou mélancolie | Altération de l'humeur, Inhibition, douleur morale (auto-dépréciation, auto-accusation, auto-punition) | Maux de tête, maux de dos, perte du sommeil, pleurs | 1 à 2 mois maximum  |

Trois genres de mélancolie peuvent être identifiées :
- la mélancolie stuporeuse : le patient a une très grande inhibition motrice ;
- la mélancolie anxieuse : c'est dans ce cas où le taux de suicides est le plus important ;
- la mélancolie délirante : elle se fonde sur des pensées délirantes comme « Je veux qu'on rétablisse la peine de mort pour moi ».

## Psychanalyse
Le texte fondateur pour la psychanalyse de la théorie de la mélancolie est Deuil et mélancolie (1915, in Métapsychologie) de Freud. Il y compare l'état dépressif passager consécutif à un deuil à la mélancolie. Le deuil est une réaction normale à une perte, qu'elle soit humaine et affective ou idéale. Le mécanisme du deuil consiste en un désinvestissement de l'objet perdu, en un retrait de la libido, par le biais de la remémoration, du « ressassement ». Le deuil peut prendre une tournure pathologique, versant dans la psychose par le déni, ou comme dans la névrose obsessionnelle, lorsque le deuil du père force une confrontation au complexe d'Œdipe.
Selon Freud, le deuil et la mélancolie partageraient certains symptômes, mis à part la mésestime de soi, l'accablement d'auto-reproches. Freud, à partir de cette différence fondamentale, déduit que la perte à laquelle réagit le mélancolique est inconsciente, et n'est pas directement en relation avec une perte réalisable comme dans le deuil. La théorie de Freud à propos de la mélancolie postule que le sujet réagit à la perte en retournant sa libido dans son propre moi : le mélancolique a effectué le désinvestissement objectal, mais la quantité de libido reste intacte et appliquée au moi, qui devient l'objet perdu. Ainsi, le mélancolique régresserait à l'identification narcissique, devenant son propre objet, et privilégiant le versant du désinvestissement : c'est ainsi que s'expliquent les auto-reproches parfois délirants et la dévitalisation. Freud présuppose donc trois conditions à l'origine de la mélancolie : la perte de l'objet, l'ambivalence envers l'objet et la régression de la libido dans le moi.
Au moment de cette théorisation, le terme de « dépression » était utilisé en tant qu'adjectif, afin de décrire cet appauvrissement général de la vie affective et intellectuelle du sujet mélancolique. Ainsi, ce qui serait traité plus tard en psychiatrie comme la psychose maniaco-dépressive ou le trouble bipolaire était considéré comme alternance de phases de manie et de mélancolie.
Le cas Haitzmann, une « névrose démoniaque » au XVIIe siècle, est la présentation la plus explicite d'une dépression. Haitzmann est un artiste qui sombre, à la mort de son père, dans la dépression. Il fait alors un pacte avec le Diable, lui demandant de retrouver son père pour quelques années. D'où l'expression si curieuse de « névrose démoniaque ».
L'apport psychanalytique à l'appréhension de la mélancolie se situe également dans la position dépressive décrite par Melanie Klein, et qui renverrait à la formation même du moi, naissant dans la douleur de l'ambivalence - en effet, il y aurait aux origines de cette instance, pour laquelle se prend le sujet, une angoisse dépressive ayant son origine dans l'ambivalence face à l'objet total.

## Médias

### Musique savante
- Pascal Dusapin : La melancholia opératorio, 1991

- Hubert-Félix Thiéfaine : Scandale Mélancolique
- Léo Ferré : La mélancolie
- Miossec : La mélancolie
- Mylène Farmer : Je t'aime mélancolie
- Benjamin Biolay : Mélancolique
- Soprano : Mélancolique anonyme
- Soprano : Mélancolie
- Léa Castel : Mélancolie
- Joe Dassin : Si tu t'appelles Mélancolie
- Michel Jonasz : Mélancolie
- Iced Earth : Melancholy
- Yves Duteil : Mélancolie
- Sheila : Mélancolie
- Patrick Watson et Safia Nolin : Mélancolie
- The Smashing Pumpkins : Mellon Collie and the Infinite Sadness
- Anis: Pensées amères
- ASSIA - Mélancolique

### Cinéma
- Lars von Trier, Mélancholia, 2011 avec Kirsten Dunst et Charlotte Gainsbourg

### Littérature
- La Mélancolie de Haruhi Suzumiya, série japonaise très populaire sur le thème de la mélancolie.
- Face aux ténèbres. Chronique d'une folie de William Styron
- Gully (bande dessinée)

### Citations
- « La mélancolie, c’est le bonheur d’être triste. » de Victor Hugo

### Autres
- (5708) Melancholia est un astéroïde.